# Francisco Cajigal de la Vega
Pour les articles homonymes, voir Cajigal (homonymie) et De la Vega.
Francisco Cajigal de la Vega (parfois orthographié Francisco Caxigal de la Vega) (Cantabrie, Espagne, 6 février 1691  - Cantabrie, Espagne, 1777) est un officier de l'armée espagnole, gouverneur de Cuba, et vice-roi par intérim de Nouvelle-Espagne, du 28 avril 1760 au 5 octobre 1760.
Cajigal est lieutenant général de l'armée royale espagnole et chevalier de l'Ordre de Santiago.

## Carrière
Au moment de la mort du vice-roi Agustín de Ahumada y Villalón, il est gouverneur de Cuba (depuis 1747). L'Audiencia de Mexico a en sa possession des ordres scellés à ouvrir en cas de décès de Ahumada, ceux-ci désignent Cajigal pour occuper le poste de vice-roi sur une base intérimaire. Il prend la mer à La Havane et arrive à Veracruz le 28 mars 1760. Il reste à Veracruz quelques jours attendant un véhicule pour le conduire à Mexico, où il fait son entrée officielle le 28 avril 1760 et prend en charge le gouvernement.
Il travaille à la réforme de la comptabilité de la trésorerie. Il supprime les taxes sur les produits en fer et en acier afin de stimuler la construction et l'industrie minière du fer. Pour augmenter les revenus, il vend le monopole de la production de cartes à jouer et afferme la perception des droits de douane à Veracruz pour cinq années. Il prend des mesures pour tonifier les économies de Floride et Panzacola.
Il accroît les troupes de l'armée régulière de Nouvelle-Espagne à 2921 hommes. Il nomme son fils, Juan Manuel, commandant de la compagnie de cavalerie des gardes du vice-roi.
Lors de l'accession au trône d'Espagne de Charles III, une amnistie générale est décrétée. En Nouvelle-Espagne on ne libère que peu de prisonniers car les exceptions à cette "amnistie générale" sont nombreuses.
Ce vice-roi ne fut pas considéré comme très honorable, il a exigé un salaire élevé (40 000 pesos par an) et un important dédommagement pour son retour de Mexico à La Havane (6 000 pesos).
Il remet le gouvernement de la colonie à son successeur, Joaquín de Montserrat, le 5 octobre 1760 et rentre à La Havane pour y reprendre ses fonctions de gouverneur.